# Lucrezia Reichlin
Pour les articles homonymes, voir Reichlin.
Lucrezia Reichlin (née le 14 août 1954 à Rome) est une économiste italienne, fille d'Alfredo Reichlin et de Luciana Castellina.
En mai 2018, elle est pressentie pour diriger le gouvernement « neutre » voulu par Sergio Mattarella en raison d'un impossible accord entre les partis politiques sortis en tête lors des élections générales du 4 mars 2018.

## Carrière et recherche
Lucrezia Reichlin obtient une licence de l'université de Modène et un doctorat en économie de l'université de New York. En 1994, elle est élue professeure d'économie à l'université libre de Bruxelles. Puis, de 2005 à 2008, elle est directrice générale pour la recherche à la Banque centrale européenne à Francfort. Depuis 2008, elle est professeure d'économie à la London Business School.
Ses recherches portent sur les prévisions, l'analyse du cycle économique et la politique monétaire. Elle a développé des méthodes d'économétrie capables de lire le flux de données en temps réel grâce à des modèles économétriques formels. Ces méthodes sont  utilisées par les banques centrales et les investisseurs privés.

## Distinctions
- 2016 : prix Birgit-Grodal.